# Conrad Quensel (jurist)
Bror Åke Conrad Quensel, född 5 oktober 1901 i Stockholm, död 8 januari 1977, var en svensk advokat. Han var son till justitierådet Eberhard Quensel och Anna Jönsson,  bror till kyrkoministern Nils Quensel och morfar till riksdagsledamoten Charlotte Quensel.

## Biografi
Conrad Quensel avlade studentexamen 1920, juris kandidatexamen 1924 och gjorde tingstjänstgöring 1925–1927. Han var biträdande jurist på advokatbyråer i Stockholm 1928–1930. Han blev 1930 ledamot av Sveriges advokatsamfund och drev därefter egen advokatbyrå.
Han är mest känd för att ha anlitats av hovförvaltningen som advokat i samband med Haijbyaffären.
Quensel hade uppdrag som styrelseordförande i Remington Rand AB, Svenska Skandex AB och Allmänna ingenjörsbyrån AB och som ledamot i Stockholms stiftsråd. Han blev 1956 styrande mästare i Ordenssällskapet W:6 Stockholmsloge. Samma år utkom han under pseudonymen Coque med detektivromanen Den lycka lek..., som utspelar sig på Torö (i boken kallad Toresö). Conrad Quensel är begravd på Solna kyrkogård.

## Utmärkelser
- Riddare av Vasaorden